# Wasilij Wanin
Wasilij Wasiljewicz Wanin (ros. Васи́лий Васи́льевич Ва́нин; ur. 1900, zm. 1951 w Moskwie) – radziecki aktor filmowy i teatralny. Laureat trzech Nagród Stalinowskich drugiego stopnia (1943, 1946, 1949). Ludowy Artysta ZSRR (1949). Pochowany na Cmentarzu Nowodziewiczym w Moskwie.

## Wybrana filmografia
- 1937: Lenin w Październiku jako brygadzista Matwiejew
- 1939: Lenin w 1918 roku jako Matwiejew
- 1941: Szalony lotnik
- 1942: Sekretarz rejkomu jako Koczet